# Plica caribeana
Espèce
Plica caribeana est une espèce de sauriens de la famille des Tropiduridae.

## Répartition
Cette espèce se rencontre à Trinité-et-Tobago et au Venezuela dans la cordillère de la Costa et dans l'État de Bolívar.

## Publication originale
- Murphy & Jowers, 2013 : Treerunners, cryptic lizards of the Plica plica group (Squamata, Sauria,Tropiduridae) of northern South America. ZooKeys, no 355, p. 49–77 (texte intégral).